# Hässleholmsporten
Hässleholmsporten är ett höghus i Hässleholm i Skåne som färdigställdes i december 2012. Antalet våningar uppgår till 15 stycken. Huset är beläget på Borggårdsgatan 8 mitt emot ICA Kvantum vid Grönängsplan och utmed Borggårdsgatan, där Ringcentralen tidigare låg.
Huset ritades av Metro Arkitekter av Håkan Forss, Charlotte von Brömssen, Anna-Karin Joelsson, Josefin Klein, Alberto Tenti, Henrik Troedson, Fredrik Nilsson och Sofia Wendel.
De 13 första våningarna kommer att innehålla 72 stycken lägenheter i ett så kallat trygghetsboende, den nyligen införda boendeformen som ska vara en länk mellan eget boende och särskilt boende. Trygghetsbostäder kan upplåtas till personer över 70 år; de ska tillhandahålla utrymmen för de boendes måltider, samvaro, hobby och rekreation och de ska bemannas med personal på vissa tider varje dag för att skapa kontakt med de boende, erbjuda gemensamma måltider och erbjuda kulturella aktiviteter. På våning 14 och 15 kommer sex ägarlägenheter att finnas till försäljning.
Hässleholmsporten bytte i april 2013 namn och heter numera Pärlan.